# Líbanda
Le líbanda est une forme de lutte pratiquée par les Mongos en République démocratique du Congo qui permettait, à l’origine, de mesurer, tout en se divertissant, la valeur et l'adresse des guerriers. Comme pour la lutte libre, elle est pratiquée dans un cercle et le but est de mettre son adversaire au sol en utilisant la totalité du corps et en s'aidant d'une grande variété de prises, projections, balayages, etc. À l'origine, les coups étaient permis (mains, pieds, tête...) mais ceux-ci ont naturellement tendance à être oubliés pendant les entraînements et compétitions.
Les deux concurrents vont chercher une faille ou le moment propice en balançant les bras en avant afin d'agripper l'adversaire. Les griffes dans le dos sont courantes après un combat de líbanda.
Cette lutte s’exécute au rythme des percussions, s'accompagne de chants de bravoure et de défiance, de figures de danse, de pratiques magiques et de l'évocation des anciens. En référence au léopard, symbole du líbanda, les lutteurs se peignent des taches de peinture blanches sur l’entièreté du corps. Plus qu'un sport de combat, le líbanda s'apparente aussi à un rite de passage : la victoire est un triomphe sur soi-même.
La lutte líbanda est sans doute l'un des sports de combat africains qui ont donné naissance à la Capoeira au Brésil, pendant l'esclavage.